# Monachoides vicinus
Espèce
Statut de conservation UICN

 LC  : Préoccupation mineure
Monachoides vicinus est une espèce d'escargots terrestres gastéropodes de la famille des Monachoides (ordre des Stylommatophora).

## Systématique
L'espèce Monachoides vicinus a été décrite pour la première fois en 1842 par le biologiste allemand Emil Adolf Rossmässler (1806-1867) sous le protonyme de Helix vicina.

## Synonymes
- Helix carpatica Friv.[2]
- Helix vicina Rossmässler, 1842[1]
- Monacha vicina [2]
- Monachoides vicina [2]
- Perforatella (Monachoides) vicina (Rossmässler, 1842)[1]
- Perforatella vicina E. A. Rossmässler, 1842[2]